# Laetare

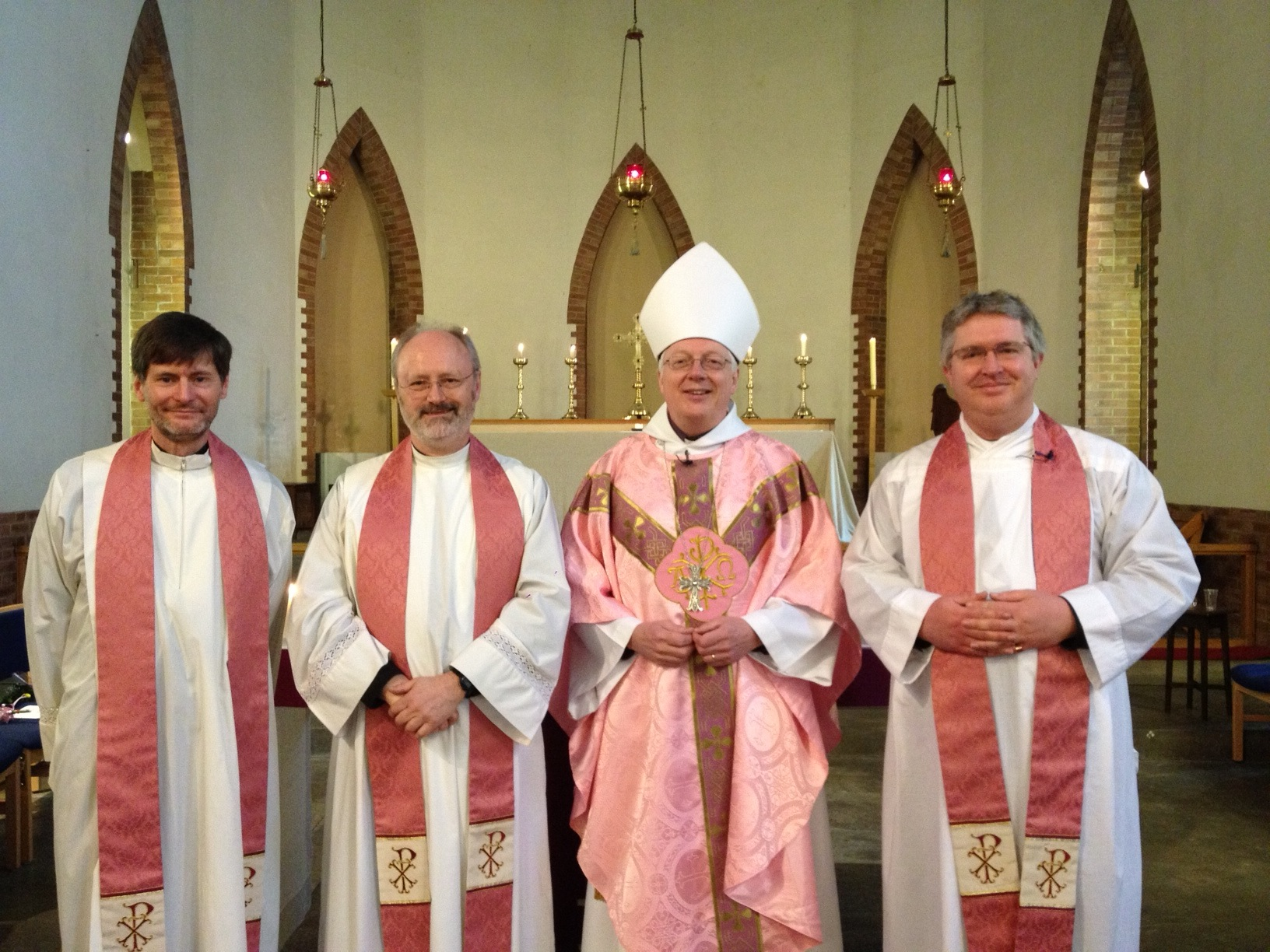
Kněží v růžové liturgické barvě používané v neděli Laetare

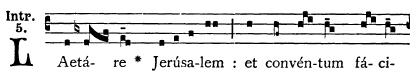
Incipit Laetare Ierusalem

Laetare je název 4. neděle v postní době čili 4. neděle postní. Označení Laetare je odvozeno od mešní antifony Laetare Ierusalem – Raduj se, Jeruzaléme.

## Liturgie
| „                       | Laetare Ierusalem: et conventum facite omnes qui diligitis eam: gaudete cum laetitia qui in tristitia fuistis: ut exsultetis, et satiemini ab uberibus consolationis vestrae. Radujte se s dcerou jeruzalémskou a jásejte nad ní všichni, kdo ji milujete! Veselte se s ní, veselte, všichni, kdo jste nad ní truchlívali. Budete sát do sytosti potěšení z jejích prsů, budete s rozkoší pít plnými doušky z prsů její slávy. | “ |
| — Iz 66, 10 (Kral, ČEP) | |   |

Jelikož se jedná o první neděli za polovinou postní doby, jsou liturgické texty prolnuty nadějí na spásu a povzbuzují k radosti
v období pokání probíhající postní doby. Oltář se na rozdíl od ostatních nedělí postních zdobí květy a postní liturgická barva fialová bývá nahrazena růžovou.
První zmínka o růžové liturgické barvě pochází z 16. století. Pravděpodobně souvisí s papežským obyčejem světit v tento den zlatou růži. Souvislosti možno hledat u lidového zvyku už v 10. století v Římě, kdy se oslavovalo vítězství jara nad zimou.
Tradice svěcení zlaté růže je stále živá. Papež jí obdarovával zpočátku své úředníky, později i významné osobnosti mimo Řím (Vatikánský stát).
V minulosti na tuto neděli připadalo statio v římském kostele Santa Croce in Gerusalemme, jedné ze sedmi patriarchálních bazilik.

## Pastorace

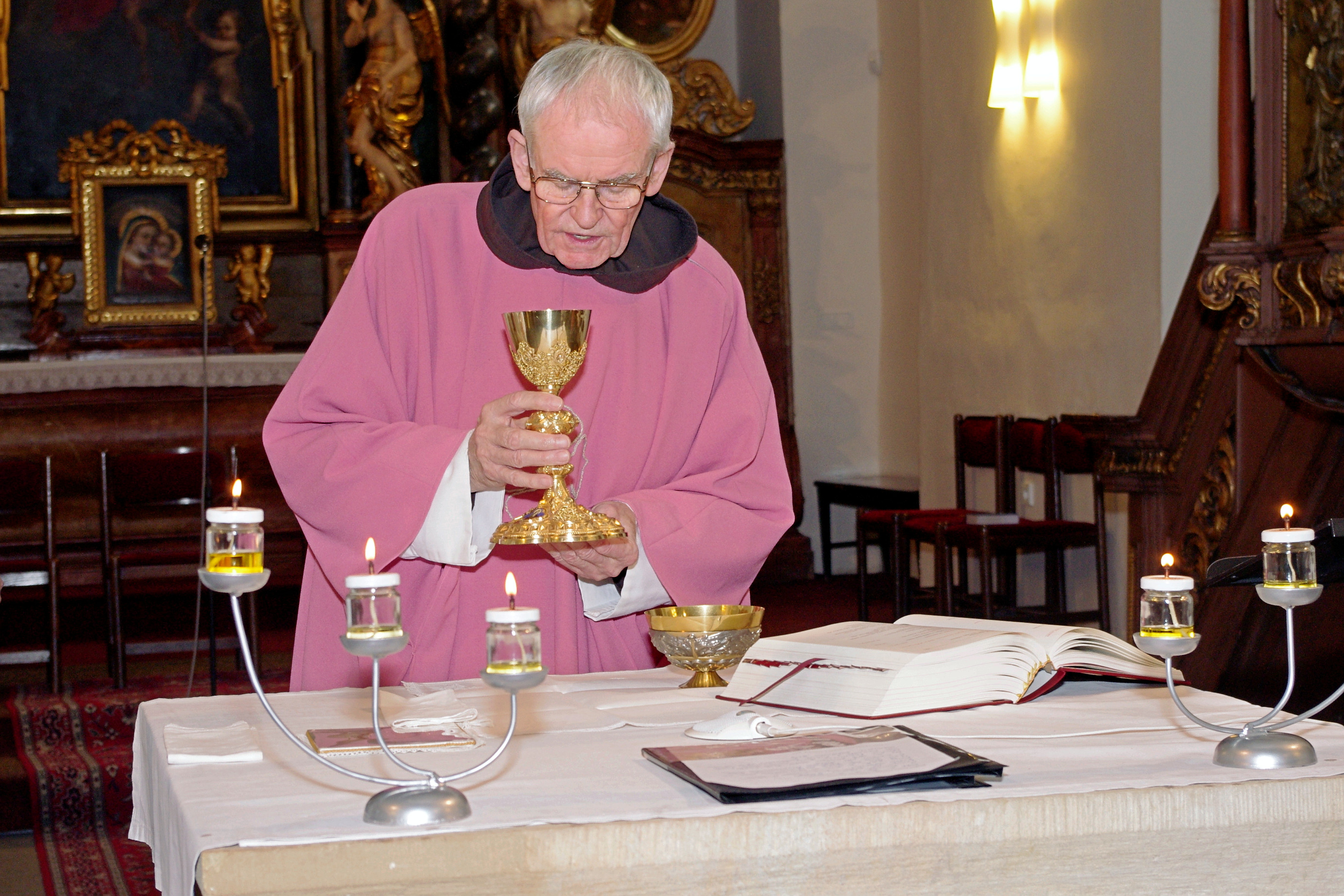
Františkánský kněz Michal František Pometlo při slavení mše na neděli Laetare

Od roku 2014 byla zavedena, z podnětu papeže Františka, nová pastorační tradice od pátku do soboty před 4. nedělí zvaná 24 hodin pro Pána, která spočívá v otevření některých kostelů, možnosti zpovědi, modlitby nebo rozhovoru s knězem.